# 윌트셔주

윌트셔의 기

윌트셔의 위치

윌트셔(Wiltshire)는 잉글랜드 사우스웨스트잉글랜드의 주로 주도는 트로브리지이며 면적은 3,485km2, 인구는 720,060명(2021년 기준), 인구 밀도는 207명/km2이다. 도싯주, 서머싯주, 햄프셔주, 글로스터셔주, 옥스퍼드셔주, 버크셔주와 접한다. 주 이름은 윌턴에서 유래된 이름이다.
윌트셔주 남부에는 스톤헨지가 있다.

## 경제
윌트셔의 GVA 표는 다음과 같다..
| 연도   | 지역 GVA | 농업 | 산업  | 서비스 |
| ------ | -------- | ---- | ----- | ------ |
| 1995년 | 4,354    | 217  | 1,393 | 2,743  |
| 2000년 | 5,362    | 148  | 1,566 | 3,647  |
| 2003년 | 6,463    | 164  | 1,548 | 4,751  |

윌트셔주 - Wiltshire
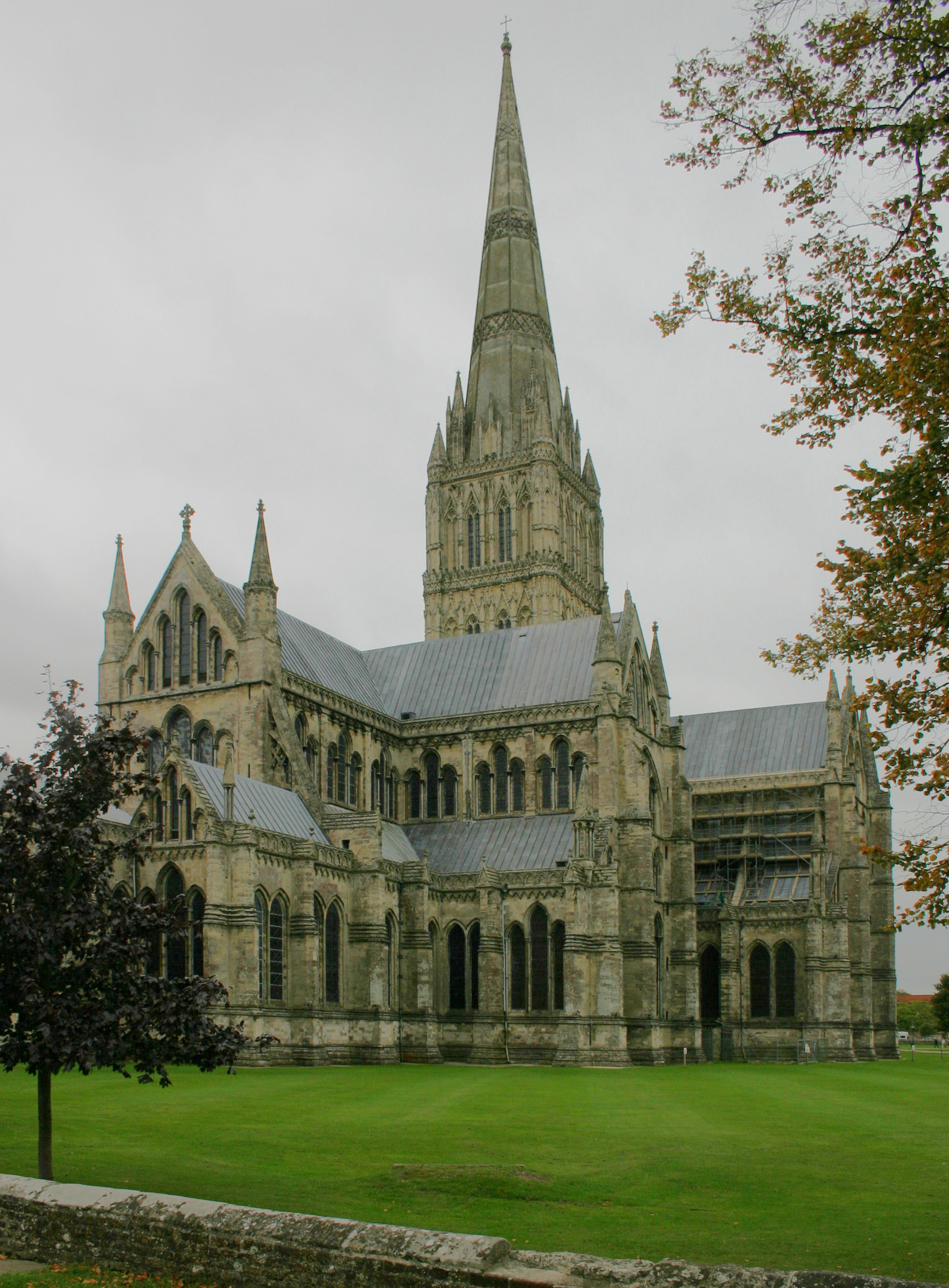
Salisbury
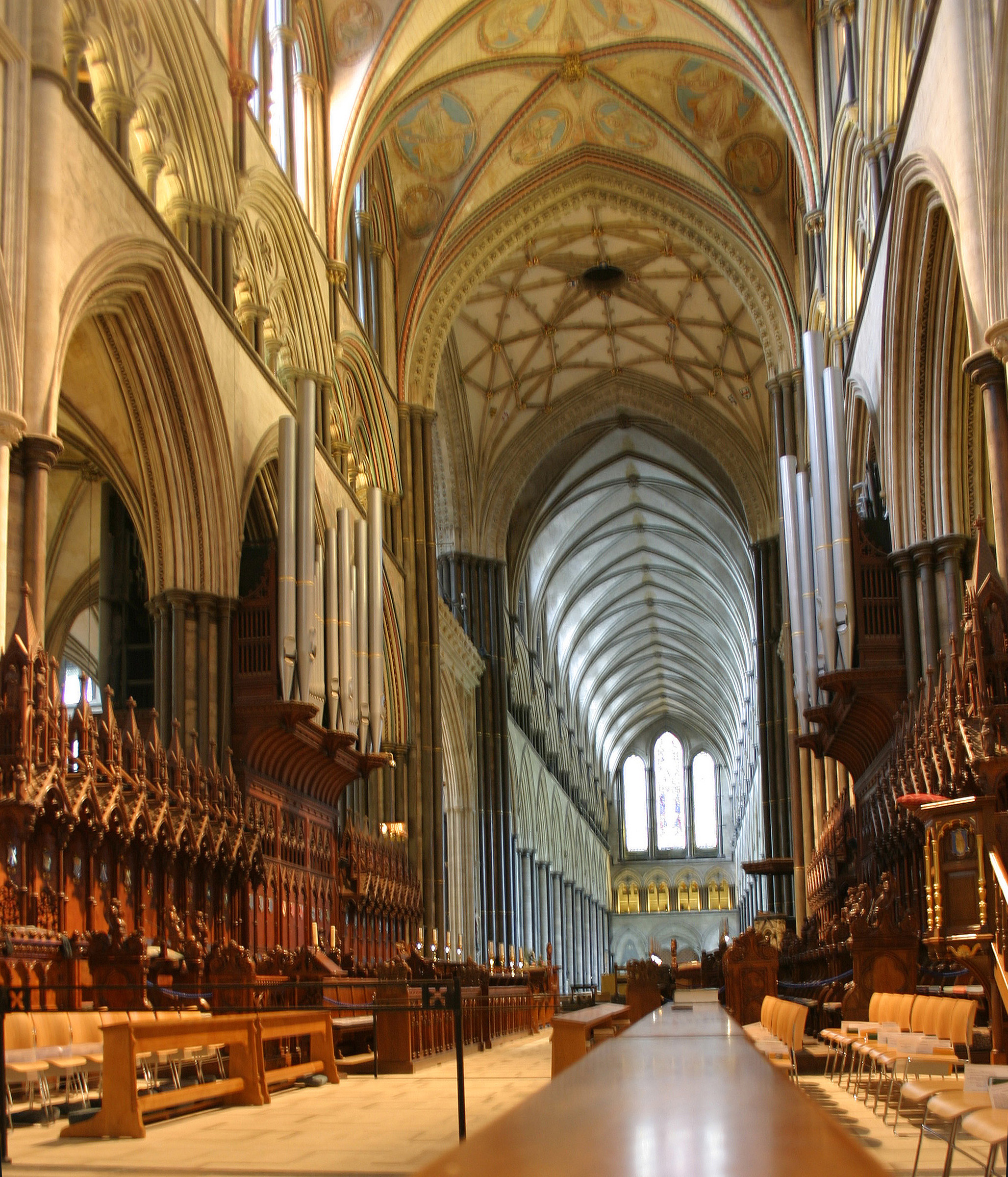
Salisbury
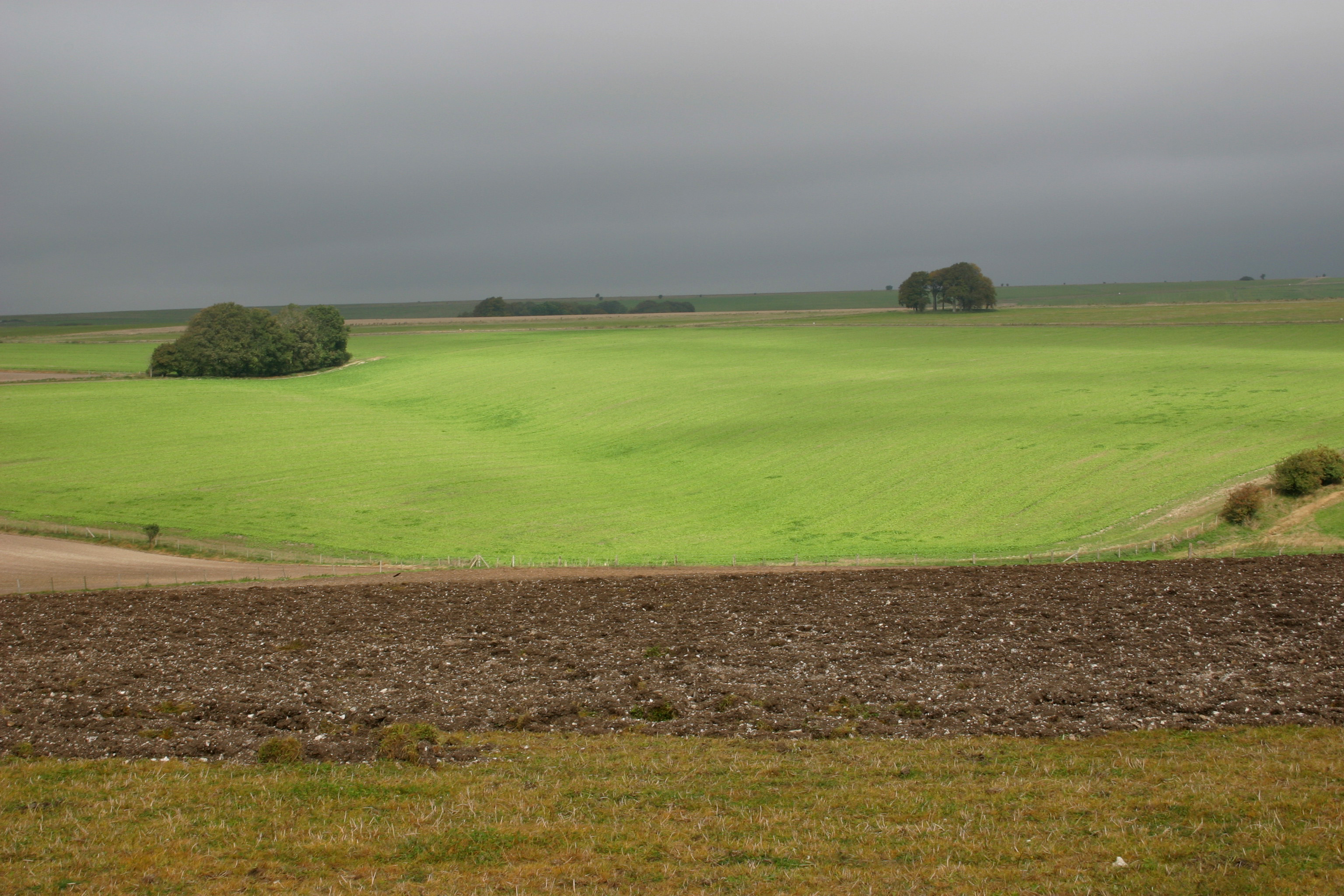
Wiltshire
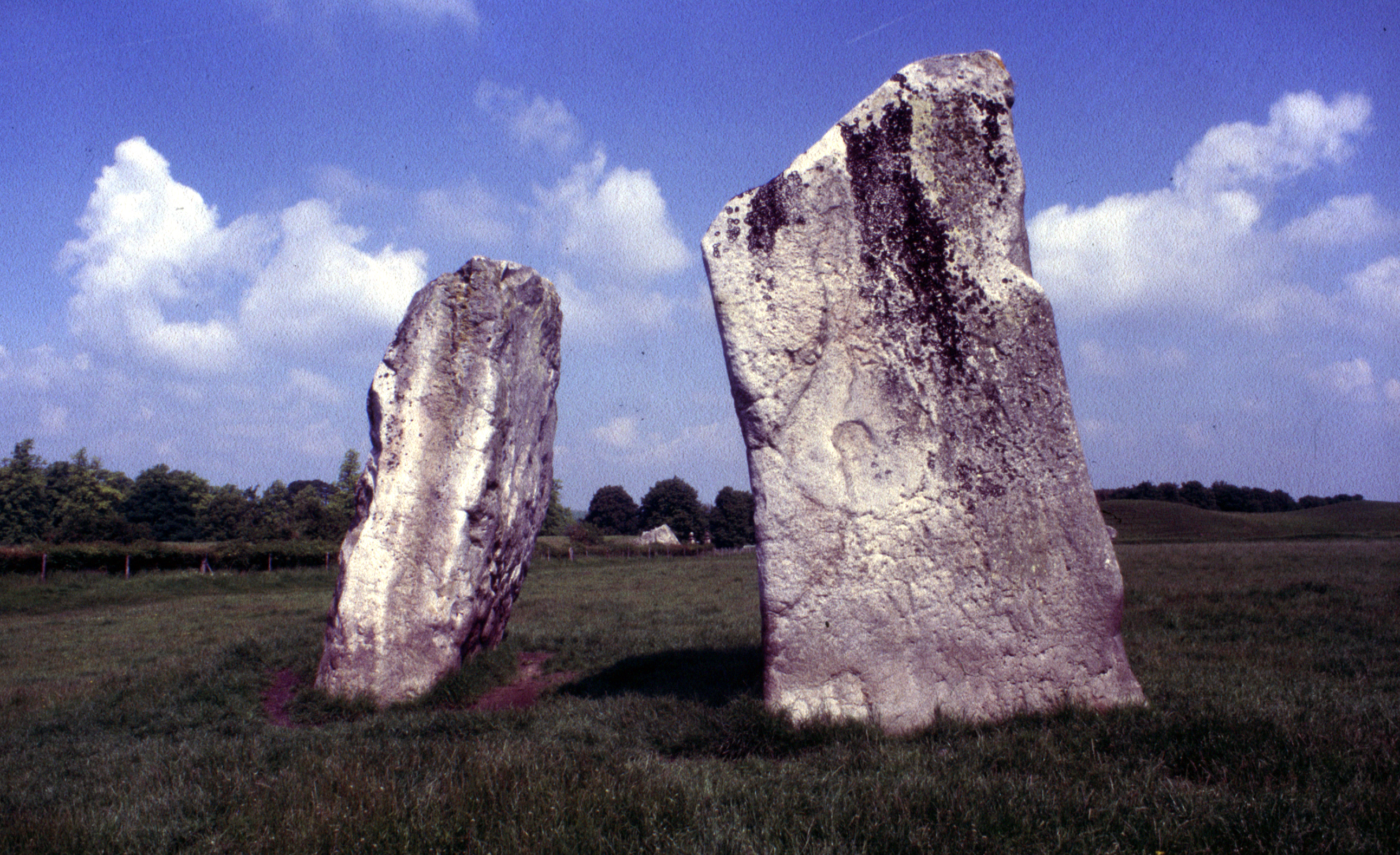
Avebury
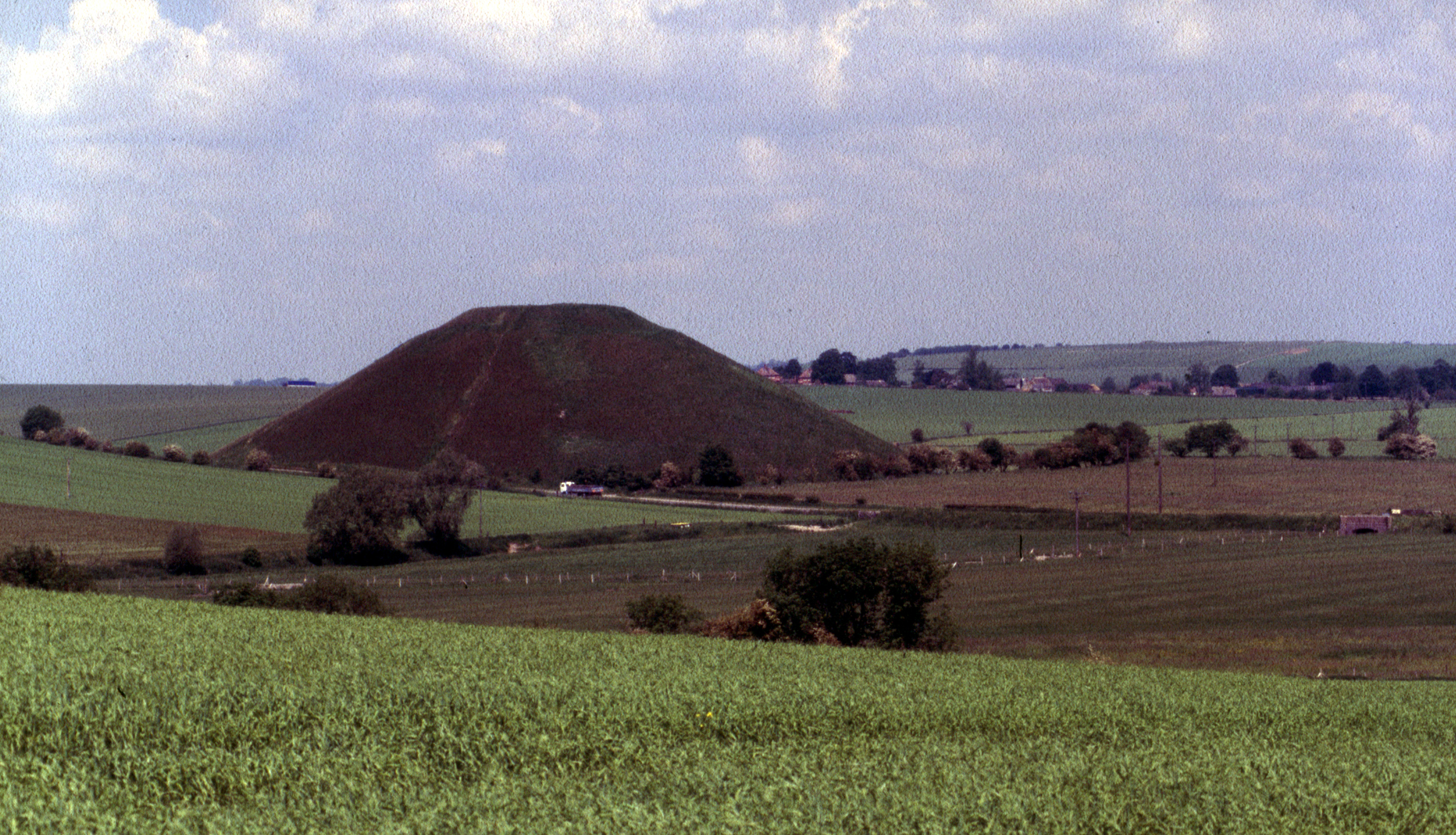
Silbury Hill
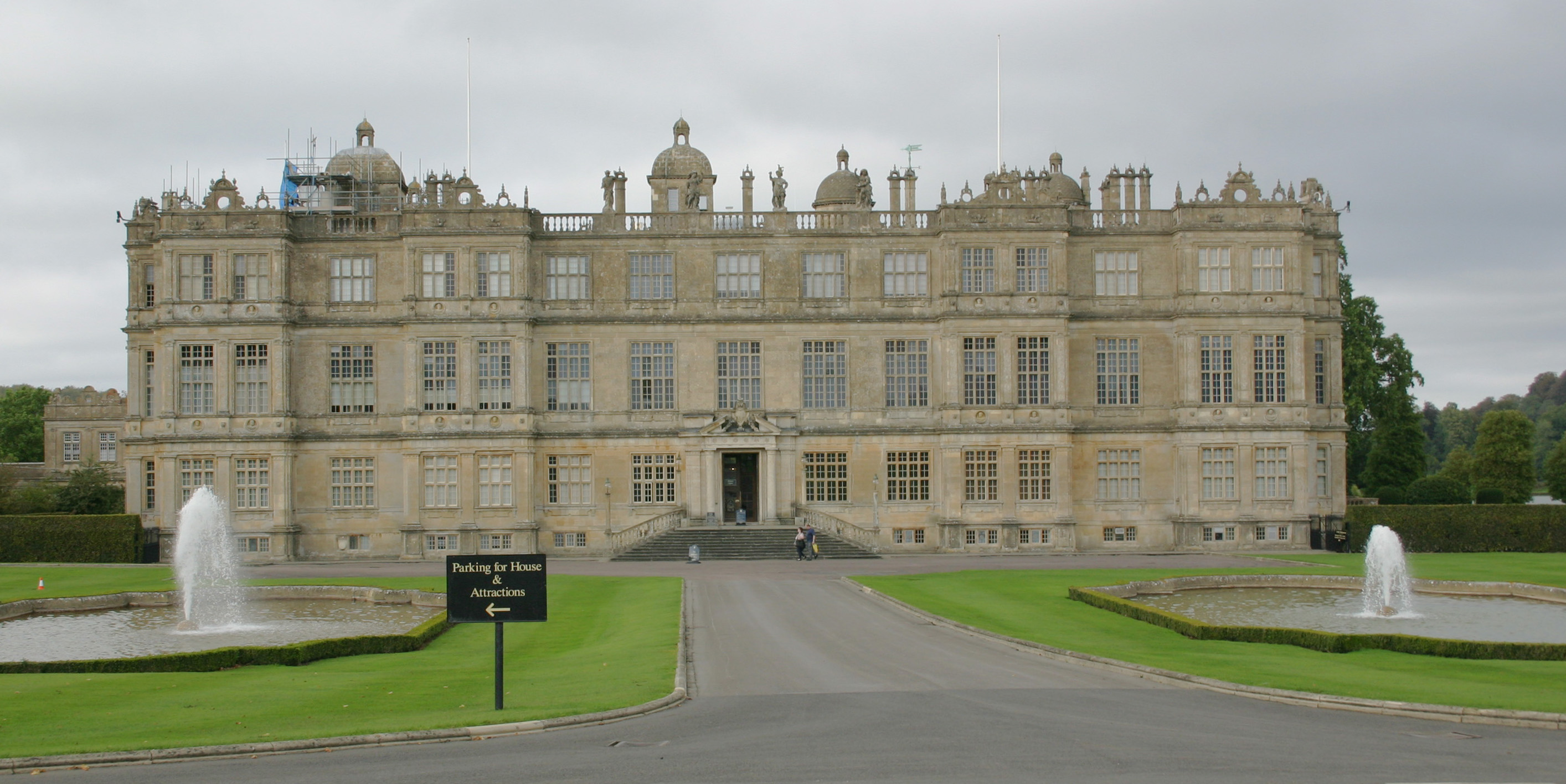
Longleat
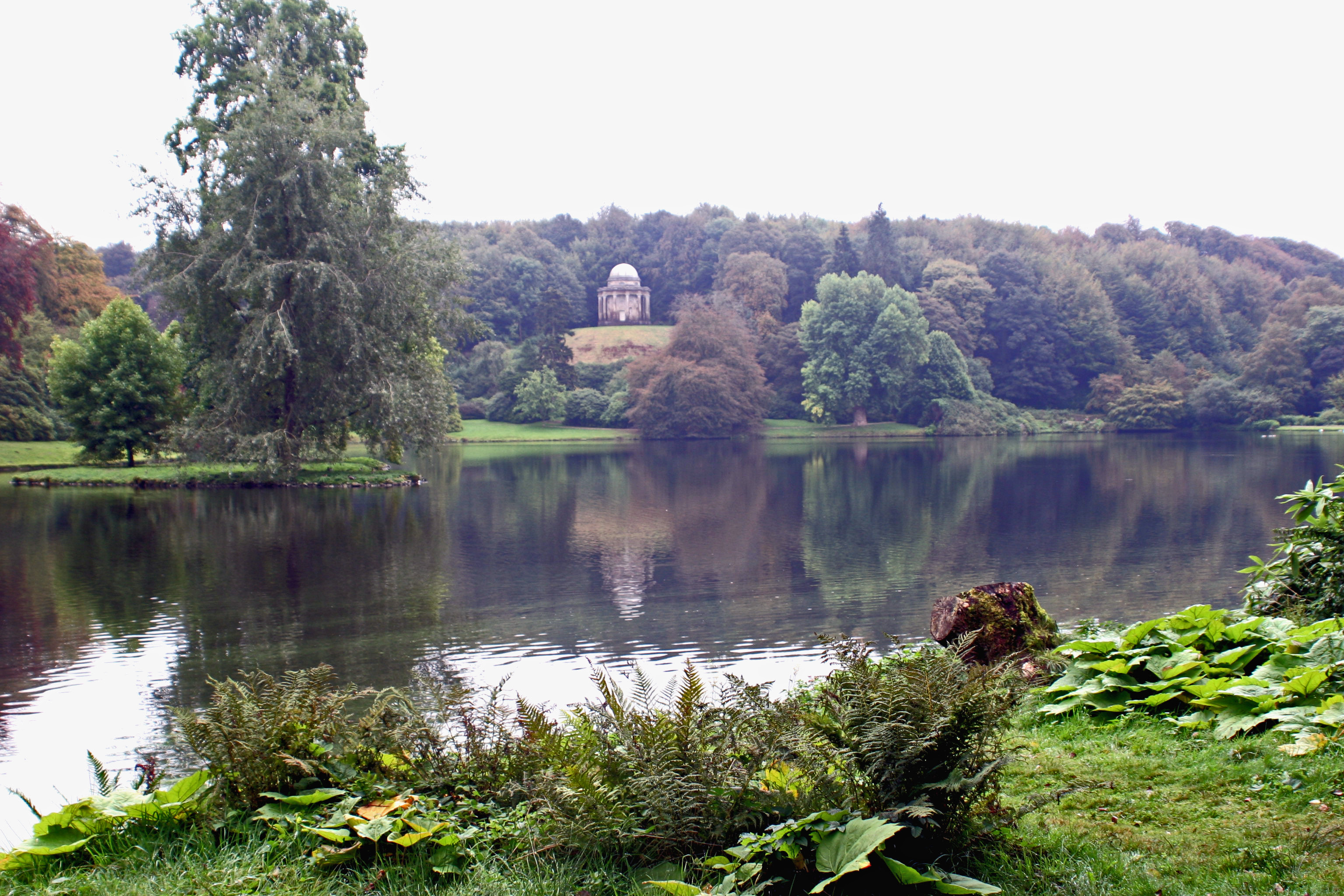
Stourhead
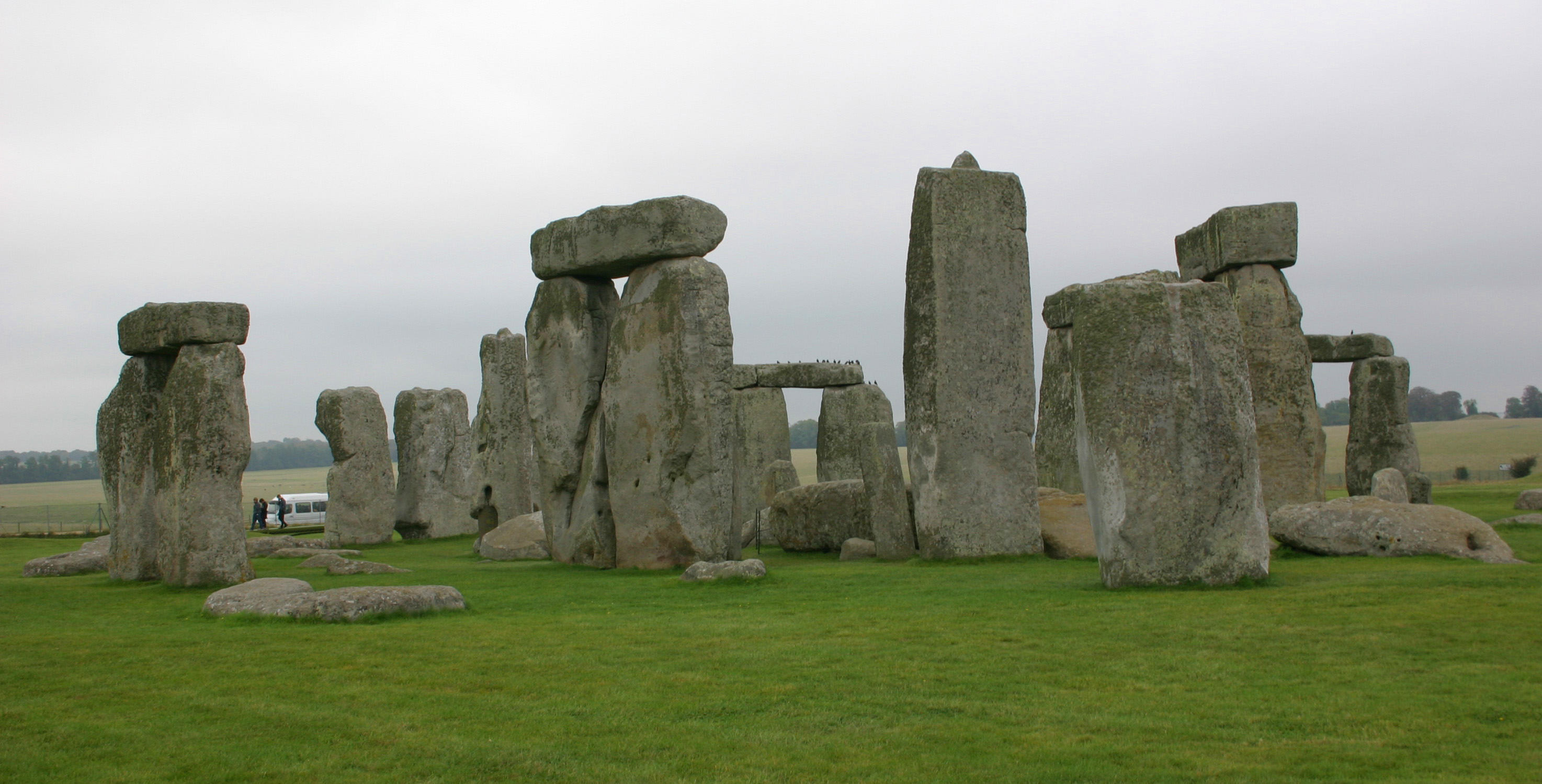
Stonehenge